# 吳貞啓
吳貞啓（1610年代—1643年），字元行，號行若，南直隸常州府宜興縣人，明朝政治人物。

## 生平
吳貞啓出身科舉世家，高祖吳儼、祖父吳夢熊皆進士。崇禎六年（1633年）吳貞啓舉應天府鄉試，崇禎十年（1637年）會試，對策筆誤，仍然高中會元，殿試成二甲進士。包爾庚戲稱：「兄又不辨字狀元矣。」工部觀政，得授禮部儀制司主事，十二年陞任祠祭司員外郎，主山東鄉試，升精膳司郎中，十四年升廣東提学參議。在廣東督學時，與族叔吳湛同行，聲譽顯赫。崇禎十六年（1643年）吳貞啓病重，夢到冥主拿著家牒對他說：「天下將亂，讓善人先死。」他因此準備後事，不久卒。

## 家族
高祖吳儼，成化二十三年進士。曾祖吴骖，官廣西浔州知府。祖父吳夢熊，萬曆五年進士。父吳時徽，弟吳貞毓，崇禎十六年進士。

## 引用
1. ↑  《崇祯十年丁丑科进士三代履历》：吴贞啓，曾祖骖，广西浔州知府亚中大夫；祖梦熊，乌程知县丁丑；父时徽，庠生。行若，礼记房，己酉十一月二十二日生，宜兴县人，癸酉六十八名，会一名，二甲十一名，工部观政，本年八月授礼部仪制司主事，己卯升祠祭司员外，本年山东副主考，升精膳司郎中，辛巳升廣東提学參議，壬午卒于任。
2. ↑  《棗林雜俎》·卷三：廷試策失塗註……丁丑會元吳貞啟，對策亦誤筆。同年包爾庚戲之曰：「兄又不辨字狀元矣。」
3. ↑  《湖海樓全集卷》·卷五：吳湛，字濟明，一字又鄴……則從其族子禮部主事吳貞啟游於粵東，時貞啟以南宮第一人視學東粵，聲施烜赫，所評隲為天下最獨……
4. ↑  《明季北略·卷十九》：吳貞啟，字元行，宜興人，崇禎十年丁丑會元，選廣東督學。癸未疾甚，一夕見冥主行一牒至云：天下將亂，著善人先死，頁啟遂處分後事，尋卒，而天下亦大亂矣。
5. ↑  《重刊宜興縣舊志·卷七·選舉志》：崇禎十年丁丑劉同升榜 吳貞啟 會元，禮部員外，典試山東，廣東提學……崇禎六年癸酉（舉人）……吳貞啟 儼元孫，丁丑會元……吳驂 知府 以曾孫貞毓秩贈戶部尚書、東閣大學士；吳夢熊 進士 以孫貞毓秩贈戶部尚書、東閣大學士；吳時徽 以子貞啟秩贈禮部主事，又以子貞毓秩贈戶部尚書、東閣大學士